# جائزة نمرز في الرياضيات
تُمنح جائزة فريدريك إيسر نمرز في الرياضيات كل سنتين من جامعة نورث وسترن . تم منحها في البداية جنبًا إلى جنب مع الجائزة المصاحبة ، جائزة إروين بلين نمرز في الاقتصاد ، كجزء من تبرع قيمته 14 مليون دولار من الأخوين نمرز.
لقد كان طموحهم إنشاء جائزة مرموقة مثل جائزة نوبل. وتحقيقا لهذه الغاية ، يتم إرجاع غالبية الدخل المكتسب من الوقف إلى رأس المال من أجل زيادة حجم الجائزة. ومع ذلك ، لا يزال يُعتقد أنها من أكبر الجوائز النقدية في الولايات المتحدة المخصصة خصيصًا للتميز الأكاديمي في الرياضيات. 
اعتبارًا من عام 2020 ، تحمل الجائزة قيمة قدرها 200000 دولار ويقضي الباحث عدة أسابيع في الإقامة في جامعة نورث وسترن. 

## المستلمون
تلقى العلماء التالية أسمائهم هذه الجائزة: 
- 2020 ناليني أنانثارامان
- 2018 عساف ناؤور
- 2016 يانوس كولار [4]
- 2014 مايكل جيه هوبكنز [5]
- 2012 إنجريد دوبيتشيس
- 2010 تيرينس تاو
- 2008 سيمون دونالدسون
- 2006 روبرت لانجلاندز
- 2004 ميخائيل جروموف
- 2002 ياكوف ج. سيناء
- 2000 إدوارد ويتن
- 1998 جون إتش كونواي
- 1996 جوزيف ب.كيلر
- 1994 يوري آي مانين

## روابط خارجية
- صفحة الاقتباسات نسخة محفوظة 29 يناير 2013 على موقع واي باك مشين.
- جائزة نمرز 2012